# Sarkastodon
Genre
Espèces de rang inférieur
- † Sarkastodon henanensis Tong et Lei[2], 1986
- † Sarkastodon mongoliensis Granger[1], 1938, espèce type

Sarkastodon est un genre fossile de très grands mammifères carnivores créodontes de la famille également éteinte des oxyaenidés et de la sous-famille des oxyaeninés. Il a été découvert dans l'Éocène moyen (Lutétien-Bartonien) de Mongolie et de Chine, dans des sédiments datant entre environ 47,8 et 37,8 millions d'années.

## Découverte
Sarkastodon n'est connu que par des os du crâne et des mâchoires. Une expédition dans le désert de Gobi, en Mongolie dans les années 1930, est la première à avoir trouvé des restes fossiles de cet animal.

## Description

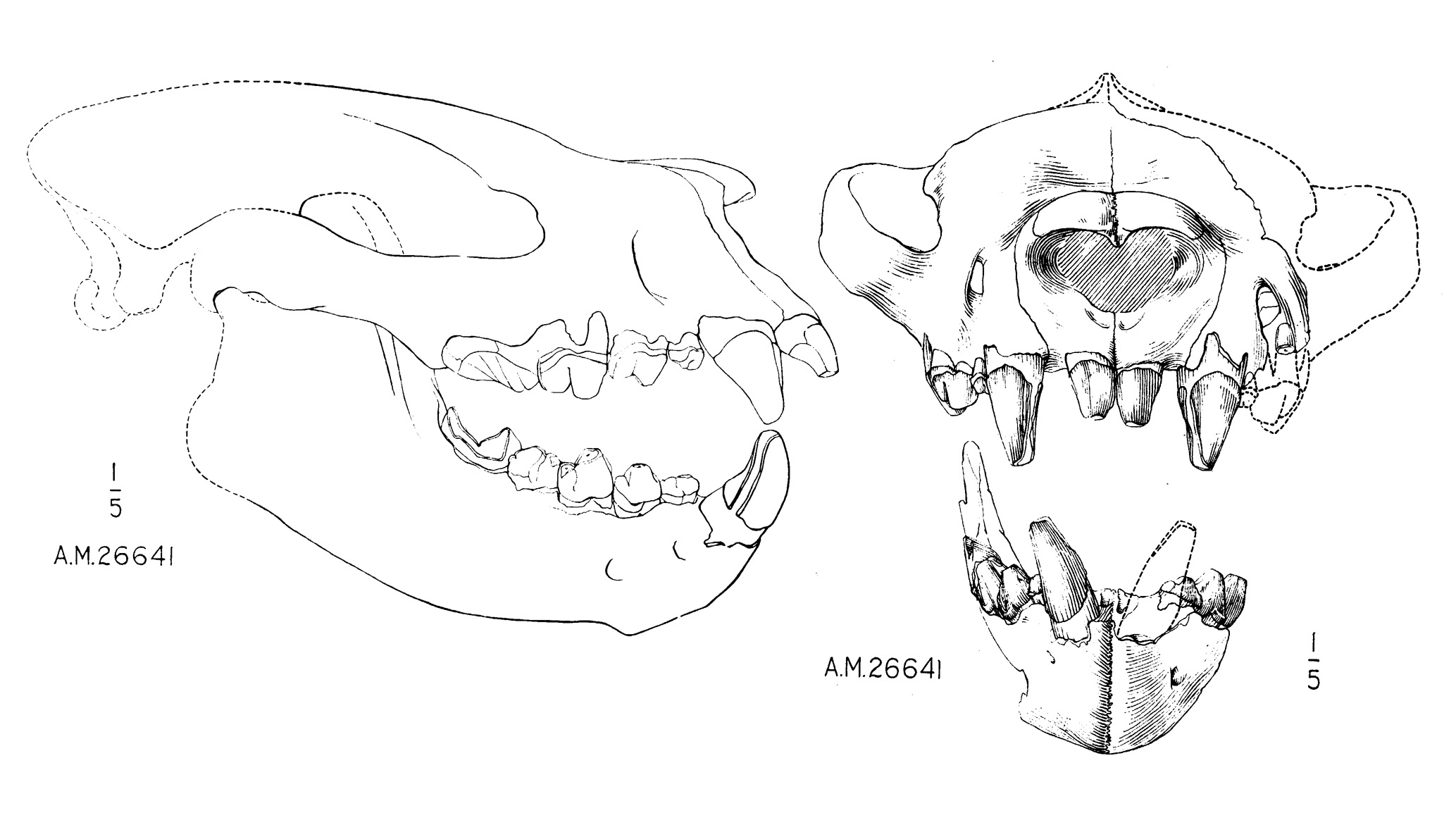
Dessins du crâne fossile de Sarkastodon.

Sarkastodon est un des plus grands mammifères carnivores connus. C'était vraisemblablement un hypercarnivore qui s'attaquait aux grands herbivores de son époque, comme les brontothères, les chalicothères et les rhinocéros. 
Sa longueur est estimée à 3 mètres et sa masse à environ 800 kg.

## Paléobiologie
Sarkastodon était vraisemblablement un hypercarnivore, avec une denture rappelant celle des hyènes actuelles, spécialisée dans le broyage des os,. Les prémolaires forment des lames coupantes presque rectilignes, particulièrement tranchantes, tandis que les molaires broyeuses permettaient à Sarkastodon de manger aussi bien la viande que les os.
Sarkastodon n'était probablement pas un coureur rapide, mais un prédateur qui devait attaquer ses proies en embuscade.